# 葵紋

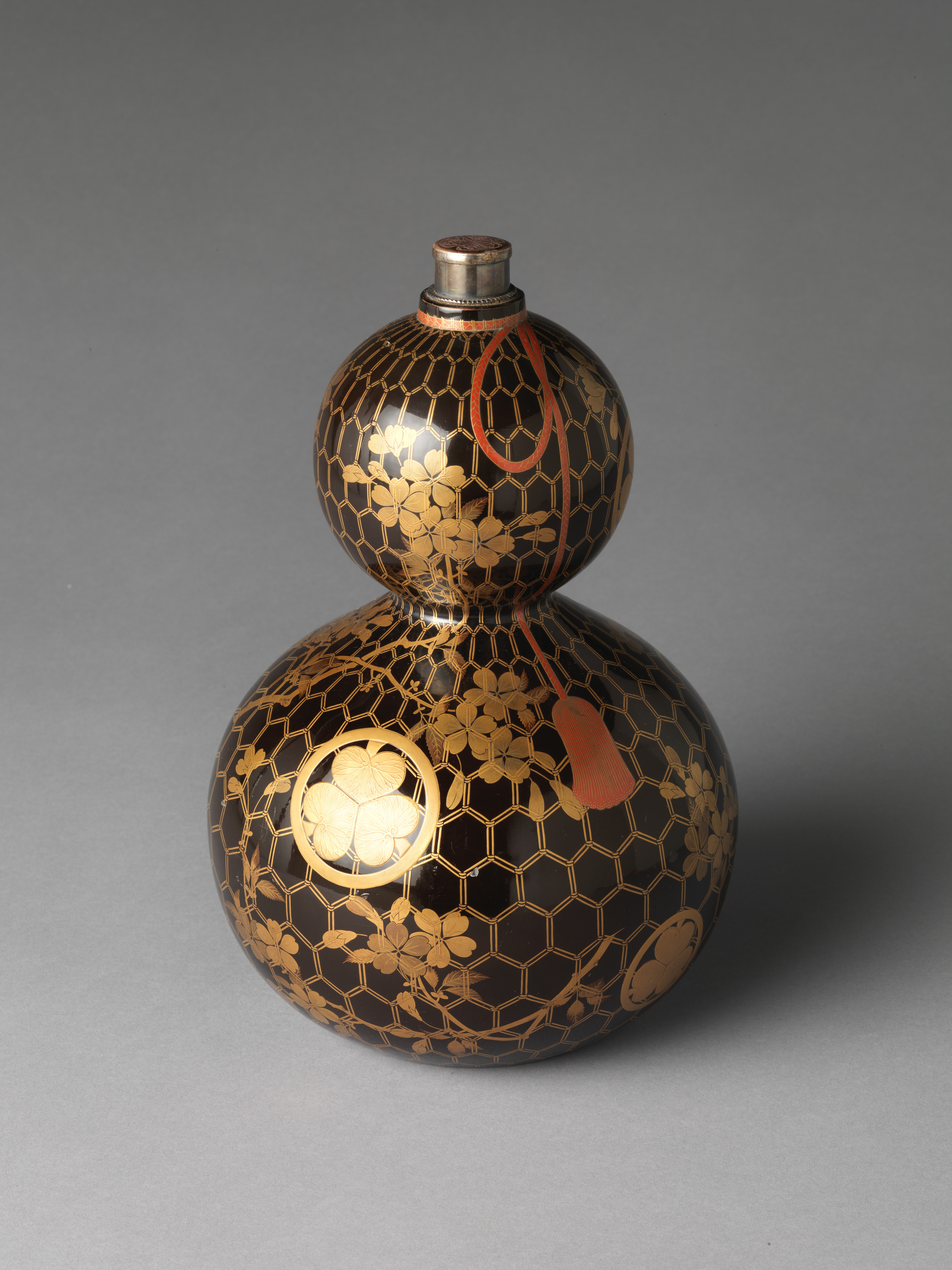
三つ葉葵紋が描かれたひょうたん型の蒔絵酒器、江戸時代、18世紀、メトロポリタン美術館蔵

葵紋（あおいもん）は、ウマノスズクサ科のフタバアオイの葉を図案化した日本の家紋。複数の種類があるが、なかんずく徳川家が用いた「丸に三つ葉葵」紋が著名である。

## 概要

葵紋の一例（二葉葵）

葵紋の元となったフタバアオイの葉の数は、通常2枚である。3つの葉をもつフタバアオイは稀で、三葉葵は架空のものである。葵祭に見られるようにフタバアオイは賀茂県主氏の象徴であり、葵紋は賀茂神社の神紋（二葉葵・加茂葵）になっている。
その賀茂氏との繋がりが深い三河国の武士団の多くは、葵紋を家紋としてきた。これにより三河武士の徳川家が葵紋を使用していることは、徳川家が実は清和源氏（河内源氏）系新田氏流世良田氏（得川氏）の末裔ではなく賀茂県主氏の末裔ではないかとの説の根拠ともなっている。『見聞諸家紋』では、丹波国西田氏の二葉葵が載るが、この西田氏も賀茂神社の氏子であるのが葵紋使用の由来である。
徳川家康が征夷大将軍となり、大坂の陣で豊臣家が滅んだことで徳川家の権威が上がると、葵紋を特別視する傾向が次第に強まり、江戸時代には他家の三葉葵に限らず葵紋全般の使用がはばかられるようになり、松平家へは遠慮させ、伊奈家には禁止させている。一方で徳川家譜代の家臣である本多家（本多家は葵紋にこだわり「丸に立葵」の紋の使用を許された）や准家門の鳥取池田家（池田光仲は家康の曾孫にあたり鳥取城中ノ御門表門（大手門）周辺からは葵紋瓦が出土している）ように、一部の家は葵紋の使用を特別に許されることもあった。
また、この制限によって、葵紋の形状に倣った紋を「河骨紋」と称して用いる一族や家が現れたと考えられている。このように葵紋の使用は徳川将軍家以下一門のみに制限されていたというが、江戸初期では御用商人の長持などの道具に描かれていたという。また、正式に制限されたのは、享保8年（1723年）のことである。

## 三つ葉葵
三つ葉葵（みつばあおい）・三葉葵・三つ葵・三葵・葵巴（みつばあおい・みつばあおい・みつあおい・みつあおい・あおいどもえ）は、葵紋のうち、葵の葉を3つ描いた図案の家紋である。外郭が「丸輪（丸）」、「隅切り角」や「隅切り折敷」（守山三つ葵・西条三つ葵など）のものや「五環」、「菊輪」等の派生形が存在する。いずれも徳川家一門が使用した紋であるが、御家門や御連枝の中では替紋の蔦紋や五三桐、唐団扇などを使用する事があった。

### 由来
本多家に由来する説と酒井家に由来する説、松平家の元々の家紋であるとする説、などがある。
『日本家紋総覧』には、『改正三河後風土記』より酒井家に由来する説、『本多家譜』より本多氏と交換したという説、『三河後八代記』の「本多氏覚書」より家康が自ら考案したという説、ほかに松平氏を継ぎ、その家紋を踏襲した、という説を掲載している。
平岩親吉著とする『三河後風土記』は酒井氏を由来としている。『三河後風土記』を幕府の儒学者である成島司直が天保年間に校正した『改正三河後風土記』には、家祖が賀茂の社職であったという本多中務大輔家（本多忠勝の家系）より徳川家へと献上されたものとしている。
『柳営秘鑑』「葵之御紋来由」には、文明7年7月の安祥合戦の際、酒井長衛門尉氏忠が丸盆の上に葵の葉を3つ敷きその上に熨斗、栗、昆布を盛って松平信光に献上して合戦で勝利して酒井家の紋とするよう恩賜されたが、松平長親の時に松平家の家紋として定められ、酒井家には図案が似た酢漿草紋が下賜されたとある。『酒井家世紀』には、三つ葉葵を召し上げた代わりに、三つ葉葵の図案に似せた酢漿草紋を与えたとある。
『岡崎市史』は元は松平太郎左衛門家の紋であるとしている。松平親氏・泰親が松平村に入った後、賀茂明神に祈願し家紋とした、または松平氏が賀茂源氏または賀茂朝臣と称して葵を家紋とした、という説を挙げている。『徳川世紀』には三河国加茂郡に移り住んだ松平親氏の子孫が「加茂朝臣」を名乗り巴形に描いた葵紋を家紋としたとある。
『藩翰譜』（新井白石）の伊奈本多氏の項によると、松平清康が吉田城と田原の攻城戦で宝飯郡伊奈の本多正忠が味方し、正忠が伊奈に清康の接待時に3つの水葵（ミズアオイ）の葉を食事に盛り付けした事を清康は喜び、清康は本多家が味方して勝利した事を吉例として、本多家の家紋であった「三つ葵」を召し上げたとしている。『御先祖記』は、松平家は立ち葵を用いていたが、徳川家康が永禄3年（1560年）に本多家の「三つ葉葵」を旗紋として、本多家は遠慮して立ち葵に改めたとしている。
肖像画等では松平信光が三蔦紋を、松平清康が立ち葵をあしらった装束を身に着けており、複数の紋を替えた後に家康の代で三つ葉葵に至った。

〔1〕徳川葵（江戸初期） 徳川家康から後3代家光までが使用した図案
〔2〕酢漿草紋 「丸に酢漿草」

### 変種
丸に三つ裏葵など多くの変種がある。葵紋のうち六葉葵紋は水戸徳川家の裏家紋とも言われ、小石川後楽園の紋章になっている。

### 図案
徳川将軍家（徳川宗家）と御三家（尾張徳川家、紀州徳川家、水戸徳川家）では、同じような「丸に三葉葵（まるにみつばあおい）」を用いる。徳川将軍家の使用する三葉葵を徳川葵（とくがわあおい）という。丸に三葉葵と徳川葵は、「丸」と「茎」とする部分が一体であるものとして区別することがある。
御三家それぞれでは葉の模様（芯）の数の違いなどがある。同じ将軍家のものでも徳川三代までが一枚あたり33本で徐々に減っていき、慶喜の時には図〔4〕のように13本になっている。綱吉、吉宗は、図〔7〕（会津葵）のように、河骨の葉の図案に似た葉を用いている。
会津松平家が用いた会津三葵（あいづみつあおい）は徳川宗家、御三家の三つ葉葵の紋とほぼ同じ図案であるが、3枚の葉はオリジナルの葵（フタバアオイ）の葉の図案ではなく、似た図案の家紋である河骨紋（図〔9〕）の葉に似る。河骨紋としては「丸に頭合わせ三つ河骨」といい、会津葵よりやや細身の葉の図案を用いることが多い。
丸に三つ裏葵（まるにみつうらあおい）（図〔8〕）は、三つ葵の葉脈を省略した図案である。徳川御三家が、軍旗の旗紋として用いた。ほかに、徳川忠長の墓地に見られる。江戸中期の随筆『塩尻』には、徳川家康が徳川御三家に対して家紋の図案について触れ、水戸徳川家について裏葉3枚で三葉葵をつくるように命じたとある。
2015年2月、ポルトガルのボルサ宮(en)の壁画修復作業中の絵の下に徳川家の家紋が描かれているのが発見された。1862年に幕府が送った使節団がポルト国際博覧会に出席しており参加関係者の紋章を描いたと推測されている。

〔3〕徳川葵 尾州中納言葵や水戸三つ葵に近い図案
〔4〕徳川葵（江戸後期） 13本芯の葉の図案
〔5〕水戸三つ葵の例 （水戸徳川家）
〔6〕尾州中納言葵 （尾張徳川家）
〔7〕会津三葵 (会津松平家)
〔8〕丸に三つ裏葵
〔9〕河骨紋の「三つ河骨」

## 立ち葵
立ち葵（たちあおい）は、三つ葉葵と同様にフタバアオイの葉を図案化したものである。ちなみに、アオイ科の多年草であるタチアオイとの関連はない。
図〔10〕は、「二葉葵」の右側に1つの葉があることにより、「右離れ立ち葵」（みぎはなれたちあおい）ともいう。この図案のものは、長野善光寺が寺紋に用いている。(本多善光参照)また、丸で囲んだものを「本多立ち葵」（図〔11〕）といい、おもに本多氏が使用した。ただし、本多氏が丸に囲まれていないものを使用する例も散見される。
ほかに、下部に流水を描いた「立ち葵に水」、2つの葉の間に花を描く「花立ち葵（はなたちあおい）, 左側に一つの葉がある「左離れ立ち葵」（ひだりはなれたちあおい）も存在する。フタバアオイとは別の植物で水草のミズアオイを図案化した「水葵（みずあおい）」も「立ち葵に水」と同様に描かれるが、2つの花を描き、葉の図案には「裏葵（うらあおい）」を用いる。特にミズアオイとフタバアオイは、ほとんど区別されていなかったこともあり、こちらも葵紋に含む。

〔10〕立ち葵
〔11〕本多立ち葵